# Tesó Kódex
A Tesó Kódex (Bro Code) egy fiktív könyv, illetve az az alapján nyomtatásban is megjelent mű, mely az "Így jártam anyátokkal" című televíziós sorozatban jelent meg. A könyvre az egyik főszereplő, Barney Stinson hivatkozik többször is, mely nem más, mint pontokba szedve (egyfajta törvénykönyvként) a "tesók" (legjobb barátok) viselkedési normái, illetve egyéb tézisek.

## Története
Először a "Hűha, nadrágot le!" című részben hivatkoznak rá (a magyar változatban ekkor még mint "Cimboratörvény"), majd több epizódban is megjelenik. Eredetével kapcsolatban, noha a sorozatban mindenki Barney-t teszi meg szerzőnek, ő másként nyilatkozik: szerinte egyik őse, Barnabus Stinson volt a szerző, aki a Benjamin Franklin és George Washington közötti nézeteltérést követően alkotott meg különféle szabályokat. Később, az "Egy tesó árulása" című epizódban már mást állít: szerinte Tesózes hozta el az első parancsolatot ("Nő nem állhat közénk"), majd az Újvilágba Kolombusz Krisztesó hozta.

## Nyomtatásban
2008 októberében a Simon & Schuster kiadó ténylegesen megjelentette a Tesókódexet nyomtatásban, és hangoskönyvként, Neil Patrick Harris előadásában. A könyvben szerepelt az összes olyan utalás, amelyet a sorozatban is mondtak, továbbá fogalommagyarázat, kiegészítések, és történeti rész. A mű magyarul is megjelent (ISBN 9789632453583).

### Magyarul
- Barney Stinson–Matt Kuhn: A tesó kódex. A CBS Így jártam anyátokkal című sorozatából; ford. Gyurkovics Máté, Pusztai Péter; Könyvmolyképző, Szeged, 2010
- Barney Stinson–Matt Kuhn: Tesó kódex szülőknek. Ha király vagy, jöhet a trónörökös; ford. Gyurkovics Máté; Könyvmolyképző, Szeged, 2012